# Termux
Termux es un emulador de terminal para Android que permite ejecutar un entorno Linux en un dispositivo Android. Además, se pueden instalar varios programas de Linux a través del administrador de paquetes de la aplicación.
Termux instala un sistema base mínimo automáticamente. Hay paquetes adicionales disponibles usando un administrador de paquetes.
Se puede acceder a la mayoría de los comandos disponibles en Linux, así como a los comandos Bash integrados. También hay varios otros shells disponibles, como Zsh y tcsh.

## Características
Los paquetes se compilan de forma cruzada con Android NDK y solo tienen parches de compatibilidad para que funcionen en Android. Dado que todos los archivos se instalan en el directorio de la aplicación, no es necesario rootear.
Hay más de mil paquetes que se pueden descargar y los usuarios pueden enviar solicitudes para otros nuevos. Alternativamente, se pueden compilar desde el código fuente, ya que termux admite una variedad de herramientas de compilación que incluyen CMake, así como compiladores para C++, Rust, Go y varios otros. Termux también puede instalar lenguajes interpretados como Ruby, Python, JavaScript, etc.
Se pueden instalar editores de texto basados en terminales como Emacs y Vim para editar y crear archivos desde el terminal.
También es posible programar aplicaciones gui en termux a través de un servidor VNC e instalando un entorno de escritorio (Xfce, LXQt, MATE).

## Gestión y distribución de paquetes
Los paquetes en Termux se instalan a través del administrador de paquetes de la aplicación (pkg) en formato .deb. Aunque Termux usa el formato .deb, los paquetes Debian normales no se pueden instalar ya que Termux no es compatible con FHS.
Los usuarios también pueden construir y enviar paquetes.